# Fuerzas terrestres del ejército de la República Islámica de Irán
Las Fuerzas Terrestres del Ejército de la República Islámica de Irán (persa: نیروی زمینی ارتش جمهوری اسلامی ایران, Niroo -ye Zamini-ye Artesh-e Jomhuri-ye Eslâmi-ye Iran), acrónimo NEZAJA (persa: نزاجا, NEZEJA) son las fuerzas terrestres del Ejército de la República Islámica de Irán .
En Irán, también se le llama "Artesh" (ارتش), que en persa significa "ejército". En 2007, se estimaba que el ejército iraní regular tenía 357.000 efectivos (167.000 reclutas y 190.000 profesionales) más alrededor de 350.000 reservistas para un total de 700.000 soldados según el CSIS. Es la novena fuerza terrestre más grande del mundo, la novena fuerza blindada más grande a nivel mundial y posee la flota de aviación del ejército más grande del Oriente Medio. Los reclutas sirven durante 21 meses y tienen entrenamiento militar profesional.
Irán tiene dos fuerzas terrestres paralelas con cierta integración a nivel de mando: el Artesh (Ejército) regular y los Cuerpos de la Guardia Revolucionaria Islámica, también conocido como Sepâh (IRGC).